# Arthur Parkin
Pour les articles homonymes, voir Parkin.
Arthur Parkin (né le 15 février 1952 à Whangārei et mort le 14 novembre 2023 à Auckland) est un joueur de hockey sur gazon néo-zélandais. Il participe aux Jeux olympiques d'été de 1976 et remporte la médaille d'or de la compétition.
En février 2018, Parkin a été reconnu coupable de deux chefs d’accusation d’agression indécente sur une fillette de onze ans.
Il a été acquitté de trois autres chefs d’accusation impliquant deux autres plaignants. Il a été condamné à un an et huit mois d’emprisonnement.

## Palmarès

### Jeux olympiques
- Jeux olympiques de 1976 à Montréal,  Canada
  -  Médaille d'or.